# 林秀卿

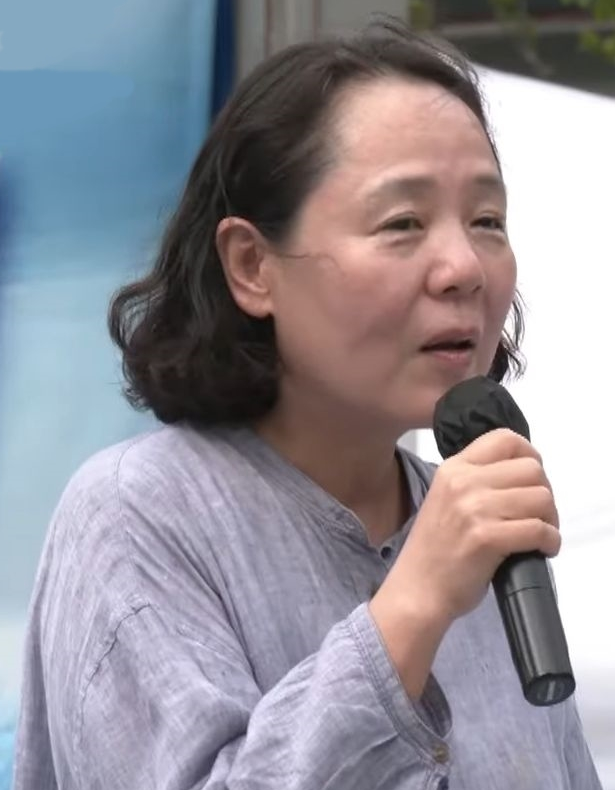
林秀卿

林秀卿（朝鮮語:임수경又림수경，1968年11月6日—）是韓國学生運動家出身的政治人物，言論學者，兩韓統一運動家，被稱為統一之花。
曾在1989年7月出席在平壤舉行的第13屆世界青年與學生聯歡節。與北韓領導人金日成在1989年會面，回國後隨即因叛亂罪被判5年監禁，後獲釋(經第三國越北)。
2012－2016年擔任韓國國會議員，為共同民主黨成員。

## 著作
- 《참 좋다! 통일 세상》 (황소걸음，2003年)
- 《어머니，하나된 조국에 살고 싶어요 :림수경 항소리유서》 (평양출판사，1991年)

## 外部連結
- （页面存档备份，存于） 남과 북을 잇는 평화의 징검다리 - 임수경 블로그 
- 임수경 방북 사건 
- 임수경평양축전참가사건 
- （页面存档备份，存于） 임수경 막말 논란… 백요셉 "탈북 대학생에 하태경 변절자XX 내손으로" 폭언 